# Denkmalgeschützte Objekte im Bezirk Gmunden
Im Bezirk Gmunden bestehen 561 denkmalgeschützte Objekte. Die unten angeführte Liste führt zu den Gemeindelisten und gibt die Anzahl der Objekte an.
| Gemeindeliste                 | Objektanzahl |
| ----------------------------- | ------------ |
| Altmünster                    | 20           |
| Bad Goisern am Hallstättersee | 35           |
| Bad Ischl                     | 136          |
| Ebensee am Traunsee           | 27           |
| Gmunden                       | 139          |
| Gosau                         | 9            |
| Grünau im Almtal              | 7            |
| Gschwandt (bei Gmunden)       | 3            |
| Hallstatt                     | 79           |
| Kirchham                      | 1            |
| Laakirchen                    | 8            |
| Obertraun                     | 5            |
| Ohlsdorf                      | 5            |
| Pinsdorf                      | 1            |
| Roitham am Traunfall          | 9            |
| St. Konrad                    | 1            |
| St. Wolfgang im Salzkammergut | 17           |
| Scharnstein                   | 18           |
| Traunkirchen                  | 25           |
| Vorchdorf                     | 16           |